# 小行星1837
小行星1837（1837 Osita）是一颗围绕太阳公转的小行星。1971年8月16日，詹姆斯·B·吉布森（James B. Gibson）在圣胡安省发现了此天体。
該小行星以吉布森的妻子烏蘇拉·吉布森（Ursula Gibson）命名。
这颗小行星的绝对星等为315.4383216326257等。